# Едам (сир)
Еда́м, Едамме́р (нід. Edammer) — голландський сичужний, напівтвердий, дозріваючий сир з коров'ячого та іноді з козячого молока. Сир едам має легкий кислувато-горіховий смак, світло-жовту або золотаву серцевину, невеликого розміру дірки та жовту, червону, чорну воскову поверхню; в основному круглої форми. У XIV—XVIII століттях був найпопулярнішим сиром світу. Є другим (після «Гауди») за популярністю голландським сиром.

## Історія
Назва сиру походить від голландського міста Едам (провінція Північна Голландія), в околицях якого ще в давнину було започатковано його виробництво. Уже в XIV столітті сир едам був добре відомий у Франції та Іспанії. Його надзвичайній популярності у XIV—XVIII століттях сприяла властивість сиру бути стійким до старіння та легким в транспортуванні, що було особливо важливим для харчування моряків та експорту закордон.
Червоний колір шкірки сиру едам утворювався від того, що сир перевозили в бочках від бордоського вина. За однією з версій, саме це надихнуло сироварів північної Франції виготовити помаранчевий сир «Мімолет».

## Виробництво
У минулому сир едам виготовлявся тільки із жирного сирого молока на сільських фермах. Згодом для його виготовлення почали змішувати сире та пастеризоване молоко. У теперішній час заводський сир едам із пастеризованого молока майже витіснив сир, виготовлений із сирого молока. Також з XIX століття сир едам почали виготовляти із знежиреного молока.
Сир едам дозріває від 6 до 17 тижнів. У Нідерландах сир едам виробляється кулястої форми переважно з природною жовтою шкіркою, а на експорт він, здебільшого, покривається червоним або жовтим парафіновим шаром. Сир едам, який дозріває 17 тижнів і більше, покривається чорним воском.
Сир едам виробляється зазвичай вагою 1,7 кг, а сир меншою вагою називається «бейбі Едамер». У Нідерландах виробляється експортний варіант едам — вдвічі більшою масою та підфарбований каротином, подібний до французького сиру «Мімолет».
Виробляється у багатьох країнах світу як у типовій круглій формі, так і у формі бруска. Головний виробник сиру едам — «Friesland Foods» (Нідерланди). У США — «Churny Company», філія «Kraft Foods».
В Україні едам виробляється на сирзаводах: Новоархангельський, ТМ «Добряна».
Більшість «молодого» сиру Едам, що продається в магазинах, має дуже м’який смак, злегка солоний або горіховий, і майже не має запаху в порівнянні з іншими сирами. Коли сир старіє, його смак загострюється, і він стає твердішим. Едам може мати лише 28 % жиру в сухій речовині. Сучасний Едам м’якший за інші сири, наприклад сир Чеддер, завдяки низькому вмісту жиру.

## Характеристика
Сир едам поділяється на категорії за часом дозрівання:
- молодий — 2—3 місяця.
- напівтвердий — 6 місяців.
- твердий — більше 6 місяців.

«Молодий» сир едам має дуже лагідний, пікантний смак та солоний присмак, а порівняно з іншими сирами майже не має запаху.
З часом дозрівання сир набирає сильнішого аромату і твердне. Також сир едам, виготовлений із сирого молока, має смак більш пряний і гостріший. Тісто сиру «Едам» еластичне, золотистого кольору, а дірки — круглі, величини зернини гороху. Сир «Едам» характеризується також нижчою від інших сортів сиру жирністю — 40 %.
У 100 г сиру едам міститься близько 354—364 ккал, 23—25 г білка, 24—30 г жиру, 0 г вуглеводів, 4 г мінералів (кальцій, залізо, цинк, магній та ін.).

## Використання
У Нідерландах сир едам вважається традиційним сиром для сніданку. Проте його також споживають з іншою їжею або в салатах. «Молодий» сир смакує з фруктами: персиками, динею, абрикосами та черешнями. Зрілий сир едам часто куштують з такими традиційними «сирними фруктами» як груша і яблуко. Як і більшість сирів, едам зазвичай їдять з крекером та хлібом.
До сиру едам підходять десертні вина («Піно Грі») та напівсухі вина (шампанське, «Рислінг», «Шардоне» і «Сіра»).